# Миттельмарк
Миттельмарк (нем. Mittelmark — Средняя марка) — историческая область в Германии, известна как исконная территория Бранденбургской марки с 1417 года. Название предположительно связано с географическим положением между Альтмарком (Старой маркой, Старой мархией, ныне в федеральной земле Саксония-Анхальт) и Ноймарком (Новой маркой, Новой мархией, ныне территория Польши).
С 1993 года Миттельмарк вновь используется в названии административного района Потсдам-Миттельмарк, занимающего лишь часть прежнего Миттельмарка.